# Vol USAir 405
Le vol USAir 405 était un vol intérieur régulier de passagers entre l'aéroport LaGuardia de New York et l'aéroport international de Cleveland-Hopkins, aux États-Unis. Le 22 mars 1992, le Fokker F28 de la compagnie USAir — future US Airways —, effectuant ce trajet, s'est écrasé dans les eaux de la Flushing Bay (en), à New York, peu après son décollage par mauvais temps de LaGuardia. 
L'avion a décollé de la piste 13, mais il n'a pas réussi à prendre de l'altitude, survolant le sol de seulement quelques mètres ; il a ensuite dévié à gauche de la piste en heurtant plusieurs balises ILS et une station de pompage d'eau, avant de s'immobiliser dans la baie, juste après la fin de la piste. 
Sur les 51 passagers et membres d'équipage à bord, 27 ont été tués dans l'accident, y compris le commandant et un membre de l'équipage de cabine. Cet accident présente de nombreuses similitudes avec celui du vol Air Ontario 1363, survenu au Canada trois ans auparavant.

## Avion et équipage

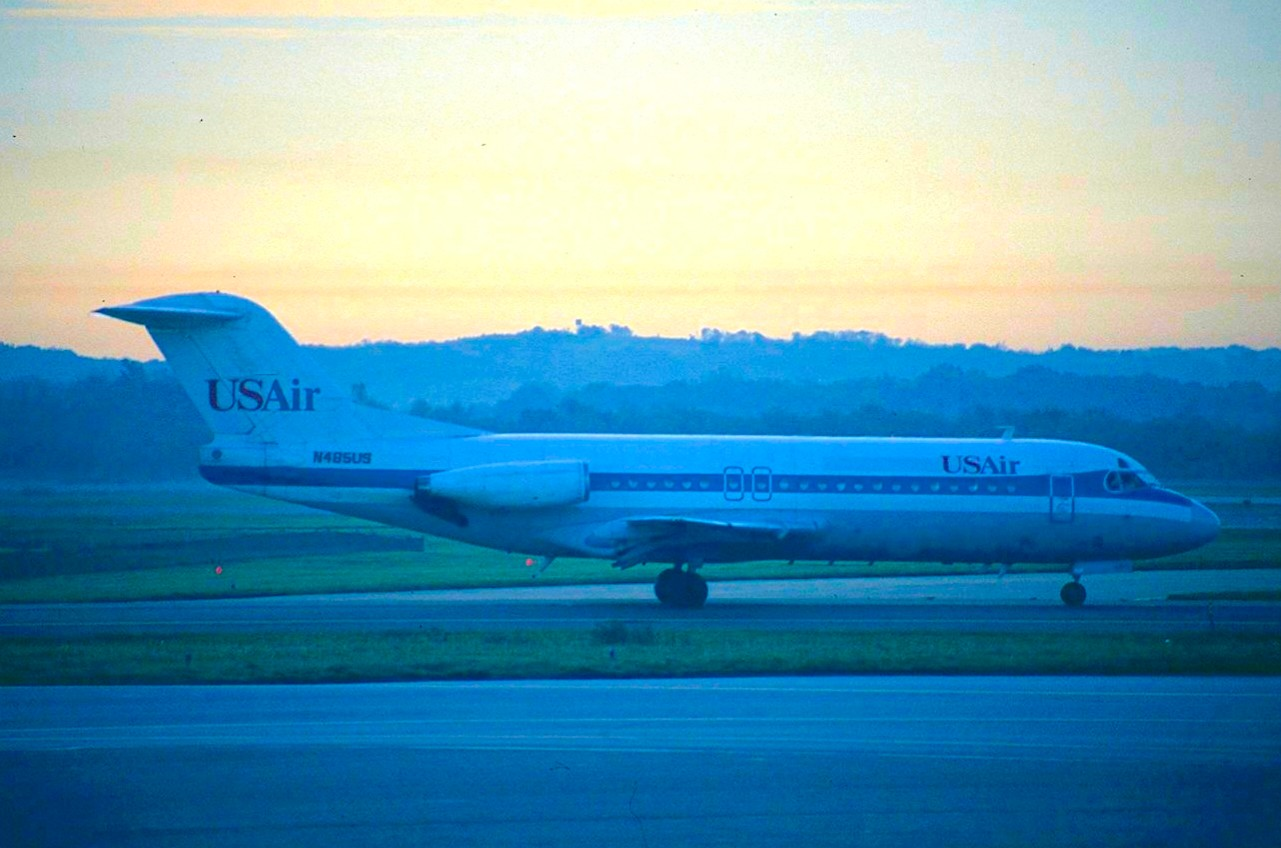
Le Fokker F28-4000 de USAir impliqué dans l'accident, ici à l'aéroport international de Pittsburgh en octobre 1990.

L'appareil impliqué est un Fokker F28-4000, un biréacteur court-courrier fabriqué aux Pays-Bas, équipé de deux moteurs Rolls-Royce Spey 555-15P, qui est conçu pour transporter jusqu'à 65 passagers. Il a été immatriculé N485US (numéro de série 11235) aux États-Unis ; il a été livré pour la première fois à Piedmont Airlines en août 1986, avant d'être acquis par USAir trois ans plus tard, en août 1989, lorsque Piedmont et USAir ont fusionné. Il totalise 12 462 heures de vol et 16 280 cycles (décollage/atterrissage) au moment de l'accident.
Le commandant de bord, Wallace J. Majure II (44 ans), était pleinement qualifié pour piloter le Fokker F28 et plusieurs autres types d'avions commerciaux, cumulant environ 9 820 heures de vol au total, dont 2 200 heures sur F28. 
Le copilote, John Rachuba (30 ans), a été embauché par Piedmont Airlines en 1989. Au moment de l'accident, il avait cumulé environ 4 507 heures de vol, dont 29 heures sur F28.
Les deux hôtesses de l'air en cabine étaient Debra Andrews Taylor et Janice King, qui était assise sur le strapontin arrière et est décédée lors de l'accident.

## Accident

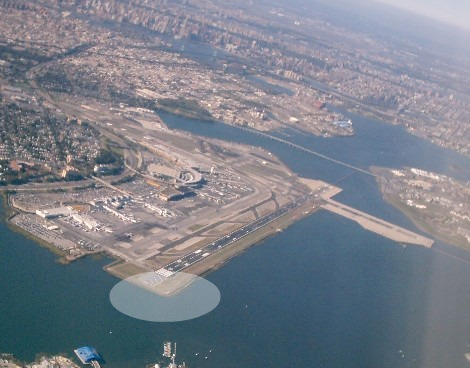
Photographie représentant la zone du crash du vol 405

Après avoir obtenu des contrôleurs aériens l'autorisation de décoller, l'équipage a lancé la procédure de décollage et le copilote a annoncé 80 nœuds (150 km/h), puis quelques secondes plus tard, V1 (vitesse de décision), suivi peu après par Vr (vitesse de rotation). Environ deux secondes après l'annonce de la VR, le train d'atterrissage avant a quitté le sol. 
Le rapport final indique que « le copilote a décrit le décollage comme normal pendant la rotation. Il a déclaré qu'aucun problème n'était évident en ce qui concerne les vibrations, le taux d'accélération, le bruit ambiant ou le contrôle directionnel de l'avion ». Cependant, le New York Times a rapporté que « plusieurs passagers ont senti que l'appareil n'allait pas assez vite ».
Le copilote a déclaré que « c'était comme si nous avions perdu la portance ». Alors que le commandant de bord tentait de mettre les ailes à plat, l'équipage a utilisé la gouverne de direction pour ramener l'avion vers le sol et éviter l'eau en dessous. Le rapport d'accident a révélé que « le copilote a déclaré qu'ils semblaient d'accord sur le fait que l'avion n'allait pas quitter le sol et que leurs commandes étaient à l'unisson ». Les deux pilotes ont continué d'essayer de maintenir le nez vers le haut jusqu'à l'impact dans une assiette plate, bien que le copilote Rachuba ait déclaré plus tard qu'ils n'avaient pas fait « d'entrées exagérées sur les commandes de vol ». Le rapport final a également noté que « le copilote a déclaré qu'il n'avait pas touché les manettes des gaz ». Le copilote a déclaré plus tard aux enquêteurs que l'objectif principal de l'équipage était de trouver un endroit sûr pour atterrir.

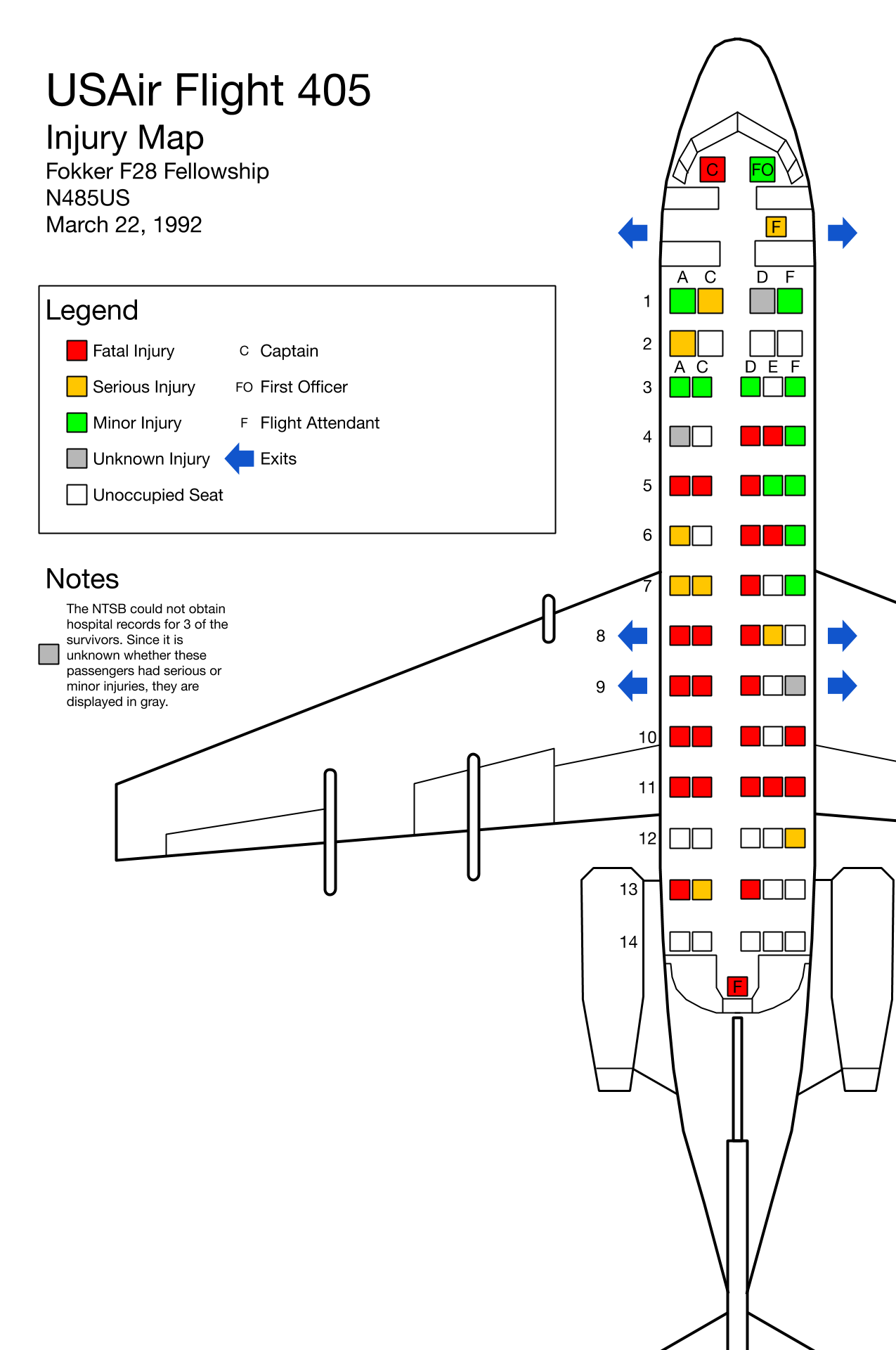
Schéma représentant l'emplacement des victimes et des survivants à l'intérieur de l'avion.

Un peu moins de cinq secondes après que le train d'atterrissage ait quitté le sol, l'aile gauche de l'avion a gratté le tarmac sur 110 pieds (34 m) et le vibreur de manche s'est activé. L'équipage a reçu à six reprise l'alarme de décrochage, avant que l'avion ne commence à s'incliner vers la gauche, puis vers la droite, puis à nouveau vers la gauche, toujours à seulement quelques mètres au-dessus du sol. L'avion a ensuite heurté deux poteaux servant d'indicateur de pente d'approche visuelle, a touché à nouveau le sol sur environ 100 pieds (30 m), avant de décoller à nouveau et de heurter une balise du système d'atterrissage aux instruments (ILS) et une station de pompage d'eau.
L'aile gauche s'est alors séparée de la cellule de l'avion, avant que le fuselage ne heurte la berge de la Flushing Bay (en) et ne s'immobilise partiellement sur le dos. Des parties du fuselage et du cockpit ont été submergées dans l'eau de la baie. La confusion, la désorientation ou le piégeage ont très probablement causé la noyade des passagers, qui n'ont par ailleurs subi que des blessures mineures qui ne mettaient pas leur vie en danger.
Le rapport final indique qu'avant l'impact final, les passagers n'avaient pas adopté la position de protection. Lorsque l'avion s'est immobilisé, de nombreux passagers assis à l'avant de la cabine se sont retrouvés à l'envers ; d'autres, qui étaient debout, étaient submergés par l'eau au-dessus de leur tête. Certains passagers ont essayé de se déplacer de leur siège alors que leur ceinture de sécurité était encore bouclée, et d'autres passagers ont eu du mal à localiser et à détacher leur ceinture de sécurité en raison de la désorientation. Après l'accident, des passagers ont signalé des petits incendies dans les parties avant gauche et arrière de l'avion, y compris du carburant en feu sur l'eau. La plupart des passagers ont déclaré s'être échappés par de grands trous dans la cabine. L'hôtesse de l'air en chef et le copilote sont sortis par un trou dans le plancher de la cabine. Plusieurs passagers ont déclaré avoir aidé d'autres personnes à sortir de la cabine et à plonger dans l'eau jusqu'aux genoux. Beaucoup d'entre eux ont marché dans l'eau jusqu'à la digue, ont escaladé le mur et un talus, et ont glissé sur une pente raide jusqu'à la piste. D'autres ont été aidés à sortir de l'eau par le personnel au sol.

## Enquête

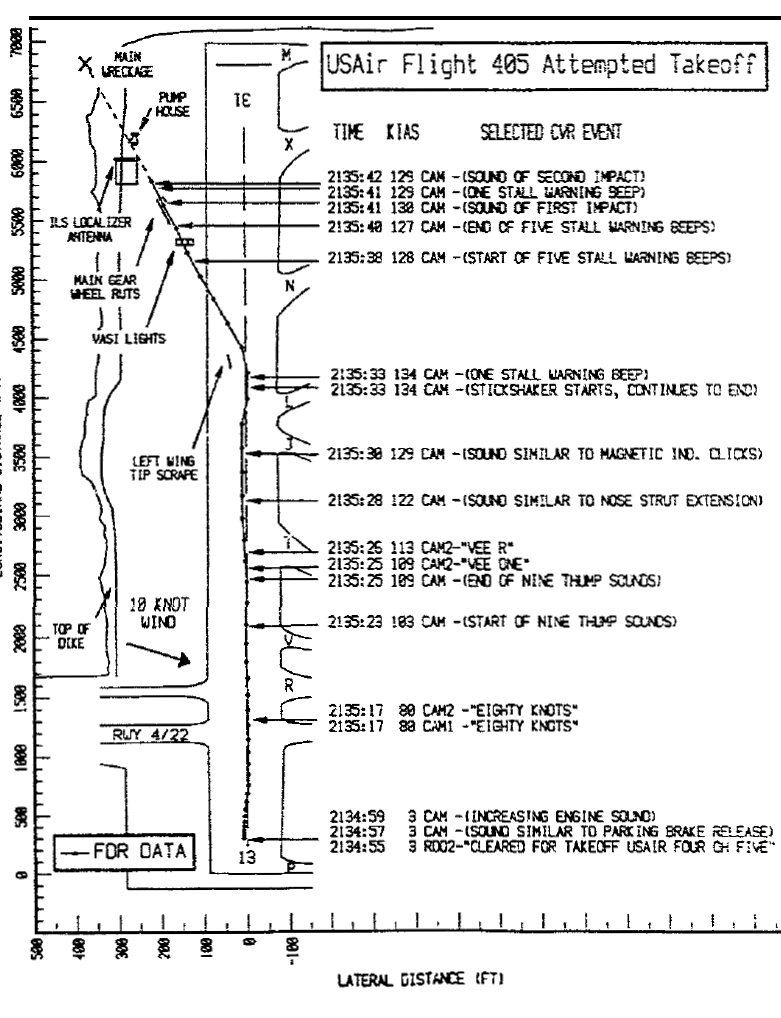
Diagramme montrant la tentative de décollage du vol 405.

L'enquête qui suivit l'accident, menée par le Conseil national de la sécurité des transports (NTSB), a révélé qu'en raison d'une erreur de pilotage, de l'inadéquation des procédures de dégivrage à l'aéroport de LaGuardia et de plusieurs longs retards, une grande quantité de glace s'était accumulée sur les ailes et le fuselage de l'avion. Cette accumulation de glace a perturbé le flux d'air s'écoulant autour des ailes, augmentant la traînée et réduisant la portance, ce qui a empêché l'avion de s'élever hors de la piste. 
Les enquêteurs ont conclu que l'équipage n'était pas au courant de la quantité de glace qui s'était accumulée sur les ailes de l'appareil, en raison des nombreux retards causés par un encombrement des pistes au sol. Le rapport explique également le fait que l'avion avait commencé son décollage trop tôt et à une vitesse de 119 nœuds (220 km/h), soit 5 nœuds en dessous de la vitesse requise de 124 nœuds (230 km/h), ce qui sera considéré comme un facteur contributif à l'accident. 
Les enquêteurs ont également constaté que les procédures de dégivrage à LaGuardia n'étaient pas aux normes. Bien que l'avion ait eu un retard de 35 minutes, ils ont constaté que le liquide de dégivrage de type I utilisé à l'aéroport, mais également par la majorité des compagnies aériennes à travers les États-Unis, n'était efficace que seulement pendant quinze minutes.

## Conséquences
L'accident du vol 405 a finalement conduit à un certain nombre d'études sur l'effet de l'accumulation de glace sur les performances des aéronefs en conditions hivernales, et à plusieurs recommandations sur les différentes techniques de prévention, notamment sur la formation des équipages et du personnel au sol concernant la détection d'une contamination des ailes par de la glace, ainsi que l'utilisation de fluide de dégivrage de type IV, jugé plus efficace et persistant que ceux de types I et II, lors des opérations de dégivrage à effectuer avant les décollages.

## Médias
L'accident a fait l'objet d'un épisode dans la série télé Air Crash nommé « Neige sanglante » (saison 9 - épisode 7).